# CBS Corporation
Pour les articles homonymes, voir CBS.
CBS Corporation était un conglomérat américain de médias, aujourd'hui intégré au sein du groupe  Paramount Global. La société est dirigée par Leslie Moonves et son principal actionnaire est Sumner Redstone.
Le groupe exerce ses activités dans la télévision comme CBS et The CW, la radio, la production discographique et la production télé, l’édition et les parcs d’attraction.

## Histoire
De 1997 à 1999, CBS Corporation était également le nom du groupe qui comprenait Westinghouse, maison mère de CBS, avant son acquisition par Viacom, sauf l'activité électrique qui elle, reprend le nom de Westinghouse avant d'être rachetée par Toshiba en 2006.
CBS Corporation est issue de la scission de Viacom en deux sociétés séparées, scission approuvée par le conseil d’administration de Viacom le 14 juin 2005.
En 2006, CBS annonce la vente de Paramount Parks à Cedar Fair Entertainment.
En août 2017, le groupe annonce l'acquisition de Network ten, un groupe de média australien.
Le 10 décembre 2018, CBS vend le studio de 25 acres (101 171,4105 m2) de CBS Television City pour 750 millions d'USD à la société immobilière Hackman Capital Partners en échange d'une location de 5 ans.
En mai 2019, Lionsgate annonce la vente de Starz à CBS pour 5,5 milliards de dollars. En août 2019, Viacom et CBS, qui faisaient partie du même groupe jusqu'en 2005, annoncent la fusion de leur activité par échange d'actions, créant un nouvel ensemble nommé ViacomCBS.

En février 2022, ViacomCBS change de nom et devient Paramount Global.

## Activités de la société
- Division Broadcast Television (Télévision hertzienne)
  - CBS Television
  - CBS All Access
  - Paramount Television
  - The CW (détenu à 50 %)

- Édition
  - Simon & Schuster

- Division Radio
  - Infinity
    - Westwood One (actionnaire minoritaire)

- Showtime Networks Inc.
  - Flix (TV)|Flix
  - The Movie Channel
  - Showtime
  - Sundance Channel (non détenu à 100 %)

- Outdoor (publicité par affichage) 
  - CBS Outdoor

- Internet
  - Last.fm